# Тврђава у Ханији
Тврђава у Ханији је низ одбрамбених унутрашњих и спољашњих зидина и других утврђења која окружују град Ханији на острву Криту у Грчкој. Унутрашње градске зидове прво су изградили римљани у античко доба, а обновили  Византијски цареви. Спољне зидове тврђаве подигла је у 16. веку Млетачка република. Неке од утврђења срушене су у 20. веку, али делови византијских и венецијанских зидина и данс су сачувани.

## Историја

### Античко утврђење
На основу археолошких истраживања, прва утврђења у данашњем граду Ханији  (грч. Χανιά, итал. Canea) настала су у омањем Ханијском заливу између два полуострва, Акротири и Спата. Наиме у хеленистичком периоду (који датира од 3. века п. н. е.) прва цивилизација на подручју данашње Ханије била је критска, а на подручју данашњег града Ханији налазио се тадашњи град-држава Cydonia (јер данашње име Ханија долази од турске речи Хан), који је био окружен зидинама.  Ханија се спомиње и у Одисеји. 69. п. н. е. као град потпао под власт Рима, који је задржао много повластица, попут ковања сопственог новца до краја 3 века н. е.  

### Византијско утврђење
Први део византијске управе над градом трајао је од 395. године до 824. године, током којег град и острво Крит постају хришћаски по карактеру. Када је ојачало Византијско царство у 6. и 7. веку, оно је доградило утврђење пре него што су град уништили Сарацени 828. године, који су дали граду данашње име. 
Верује се да је византијски зид изграђен у 7. веку на темељима претходно постојећег хеленистичког утврђења. Материјали који су кориштени у градњи били су камење старих зидова, али и са других локације којих је у време морало бити углавном на рушевинама након честих разорних земљотреса.
Византијски зид је заштићен јарком с морском водом који је неколико векова трансформисао брдо у вештачко острво.
Када су у 16. веку изграђени нови венецијански зидови, град је проширен и ово византијско утврђење из 7. века је застарело, и није било у функцији.
Крит је 961. године поново ушао у састав Византије, и тај период траје до 1204. године. Град добија на значају и новом изградњом окужује се моћним зидинама, како би спречили арапску инвазију. Неки делови византијског зида из овог периода и даље постоје у улици Сифака.  Такође, град постаје и епископско седиште.
Сматра се да је топографија брда око Ханијиа приморала византијске градитеља да прате ток древног античког зида. Главни грађевински материјал био је исти — камен из древне Ситоније, јер је град већим делом уништен након периода арапске владавине (824-961).
Након Четвртог крсташког рата (1204) и пада Византије, Крит је додељен маркизу Бонифацију од Монферата, који је град убрзо продао Млецима.

### Млетачко утврђење
Млетачка власт је наставила управу над Критом из Ханије и град се службено назива La Canea. Млетачка власт постепено успоставља добру сарадњу са месним становништвом, па у граду почиње ново раздобље бурног развоја. У то време стари град добија данашњи изглед. 
Развој на културном плану се нарочито сагледава у година после пада Цариграда, када много школованих људи из некадашње престонице долази на хришћански Крит, где постају носиоци нове културе, настале мешањем грчко-византијских и италијанско-ренесансних утицаја. Ханији је изабран за седиште ректора (генералног администратора) у региону и Ханија се развијала као значајан комерцијални центар плодне пољопривредне регије. Многе важне зграде у граду изграђене су током ове ере, а промовисане су и интелектуалне активности (писана реч, музика, образовање).
У току три века од венецијанске окупације (1205 — 1669.) Ханијија, расла је и моћ Отоманског царства и приморале Млечане да подигну масивна утврђења око градова Хераклион, Ретимно и Ханија. Изградња тврђаве у Ханији која је поврена војном архитекти Мицхеле Санмицхели започела је 1538. године и требало је да се заврши за око 20 година. 

### Османско утврђење
Међутим, зидови нису спречили отоманску војску да 1645. године освоји град после двомесечне опсаде. Османлије су се искрцале у близини манастира Гоније у Кисамосу, који су опљачкали и спалили. Ханији пада под османску власт. Град је по освајању опљачкан, мноштво становништва је изгинуло или побегло из града. Градске цркве се претварају у џамије, гради се амам и друге зграде источњачког типа. И поред страшног страдања Ханија задржава водећу улогу на острву захваљујући томе што постаје седиште пашалука на Криту, а у граду се јавља и муслиманска („турска”) мањина.

## Структура, утврђивање и грађевине
Утвђење је претрпео значајна оштећења и у првобитном облику постоји само на неколико места. Велики делови су срушени а на њиховом месгту изграђени нову објекти, због чега је тешко одредити тачан тлоцрт, мада су археолошка ископавања створила укупан утисак о његовом изгледу. 

Зид се састојао од равних одсека који су чинили овални обрис, а био је опремљен кулама, два главна улаза са истока и запада и мањим капијама. Источна капија налази се на раскрсници између улице Канаверо и улице Даскалогианис, а западне од трга Синтривани (фонтана).
Обе су капије биле окружене квадратним кулама. Средином 13. века Ханија је пала у руке Млечана, чији је главни приоритет била одбрана и заштита града. У ту сврху, од 1538. до 1549. године, инжењер по имену Michele Sammichiel именован је за надгледање изградње нових зидина. 
Нова утврђења, која су такође окруживала лучко подручје, обухватала су четворострани зид утврђен јарком, контра карпоном, бастионима и бедемима у облику срца. Главна капија тврђаве била је такозвана Rethemniotiki Porta (Porta Retimiotta), у јужном делу тврђаве.